# Christoph Ulrich Meier
Christoph Ulrich Meier (* 16. Mai 1968 in Ulm) ist ein deutscher Dirigent, der als Universitätsprofessor lehrt sowie seit 1992 Mitarbeiter der Bayreuther Festspiele ist. Als Gast dirigiert er Opernaufführungen an deutschen und ausländischen Bühnen.

## Leben
Christoph Ulrich Meier studierte 1987 bis 1992 an der Hochschule für Musik Würzburg. Während dieser Zeit war er ab 1990 als Solorepetitor und Kapellmeister am Landestheater Coburg tätig. Nach dem Studium erhielt er, 24-jährig, sein erstes Engagement für eine Spielzeit an den Städtischen Bühnen Münster. 1993 bis 2000 war er an der Deutschen Staatsoper Berlin Assistent von Daniel Barenboim. Hier assistierte er auch Claudio Abbado, Pierre Boulez und Zubin Mehta.
Von 2001 bis 2010 war er Professor an der Musikhochschule Detmold, danach wechselte er als Professor an die Universität für Musik und darstellende Kunst Wien.
Gastdirigate führten ihn an die Deutsche Oper Berlin, die Oper Frankfurt am Main, das Staatstheater am Gärtnerplatz, Grand Théatre de Tours, die Opéra Nantes, das Teatro la Fenice Venezian sowie nach Japan zum Nagoya Symphony Orchestra. Daneben ist er auch Soli-Pianist, und er trat als Liedbegleiter z. B. mit Waltraud Meier, Peter Schreier und Mihoko Fujimura auf.

## Bayreuther Festspiele
Seit 1992 war Christoph Ulrich Meier musikalischer Assistent und Studienleiter bei den Bayreuther Festspielen. Ab 2007 wirkt er als musikalischer Supervisor, insbesondere für die von Christian Thielemann dirigierten Werke. Der breiten Öffentlichkeit wurde er bekannt, als er 2007 die musikalische Leitung des Tannhäuser für den erkrankten Fabio Luisi übernahm.